# Водице
Во́дице (хорв. Vodice) — город в Хорватии, в Северной Далмации, в Шибенско-Книнской жупании, на берегу Адриатического моря. Население — 6 116 чел. (2001).

## Общие сведения
Водице расположен в 12 километрах к северо-западу от столицы провинции — Шибеника. Старый город находится на полуострове, а остальная часть тянется вдоль моря узкой полосой, на которой чередуются пляжи, сосновый парк и набережные. Через город проходит Адриатическое шоссе, он связан регулярным автобусным сообщением с крупнейшими городами Хорватии.
Название города происходит от слова «вода» в честь многочисленных источников с чистой водой в округе.
Неподалёку от города расположены национальный парк «Крка» и природный парк «Вранское озеро» вокруг самого большого озера в Хорватии.
Водице — один из крупнейших туристических центров в Хорватии с развитой инфраструктурой.
Первое упоминание о городе датируется 1402 годом.

## Достопримечательности
- Церковь св. Креста — построена в 1421 г.
- Башня Чоричев Торань (Ćorićev toranj) — башня XVI века.
- Церковь св. Девы Кармеля — находится рядом с городом, приблизительно в двух километрах, на горе Окит. Современная церковь была построена после Гражданской войны по проекту хорватского архитектора из Задара, Николая Башича. Первая церковь, которая была построена на этом месте, была воздвигнута на руинах часовни в XVII веке.

## Ссылки

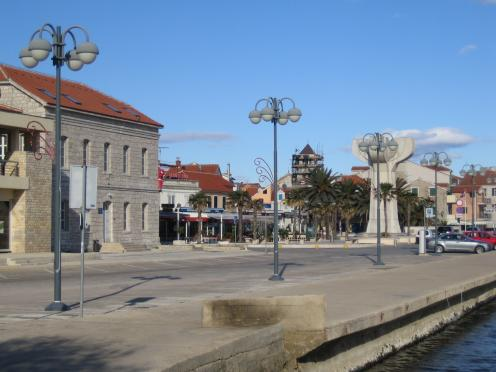
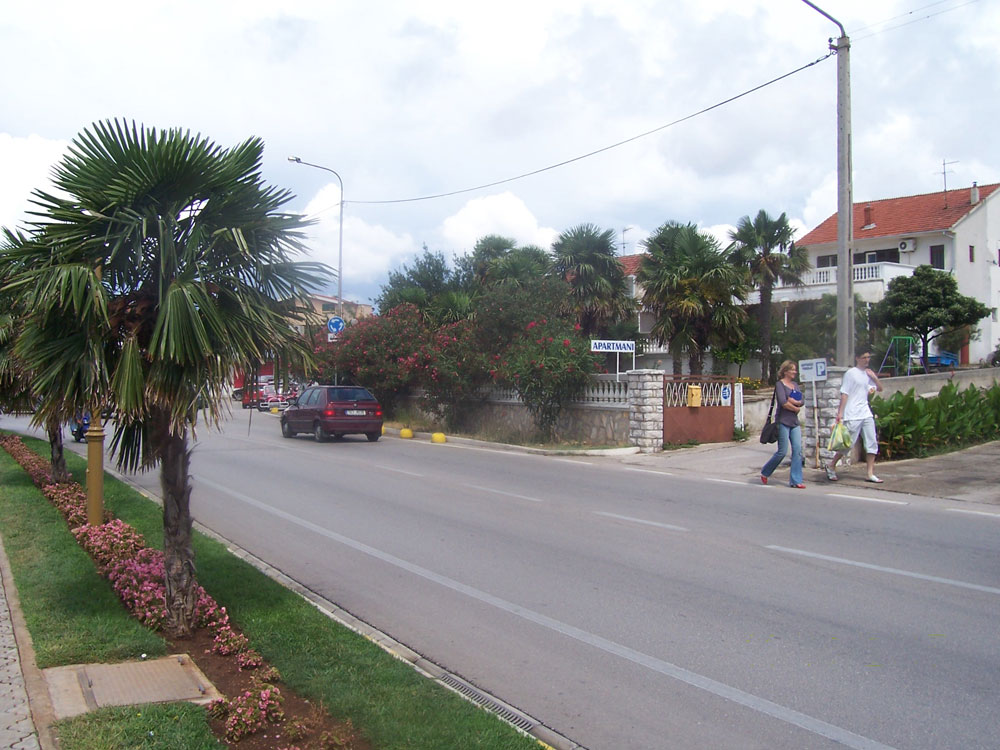
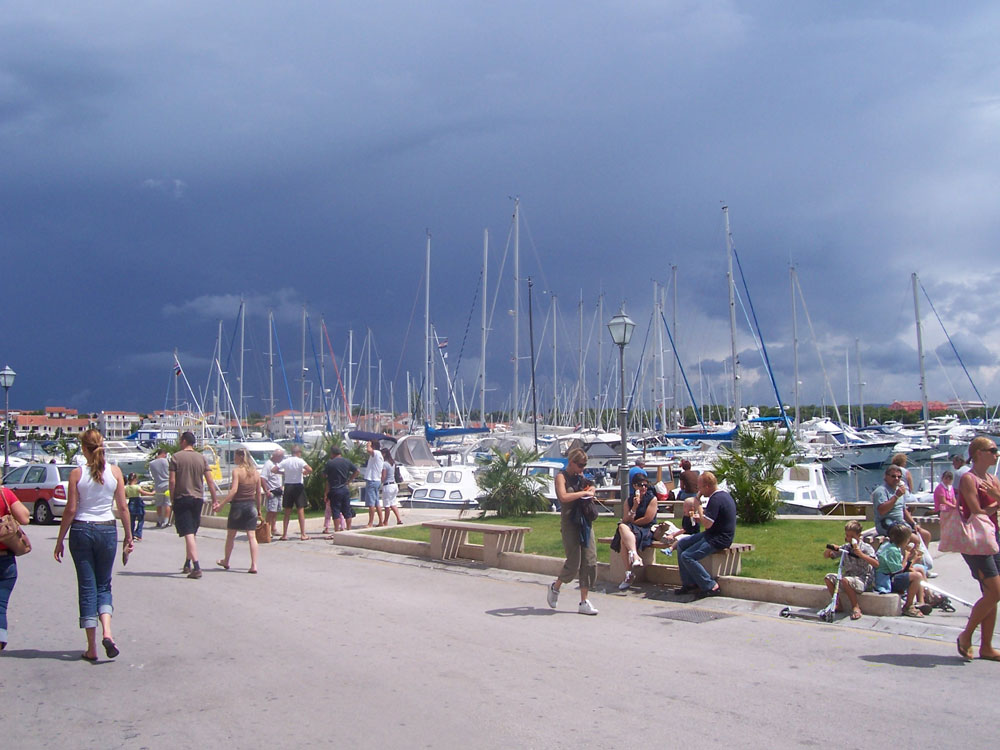
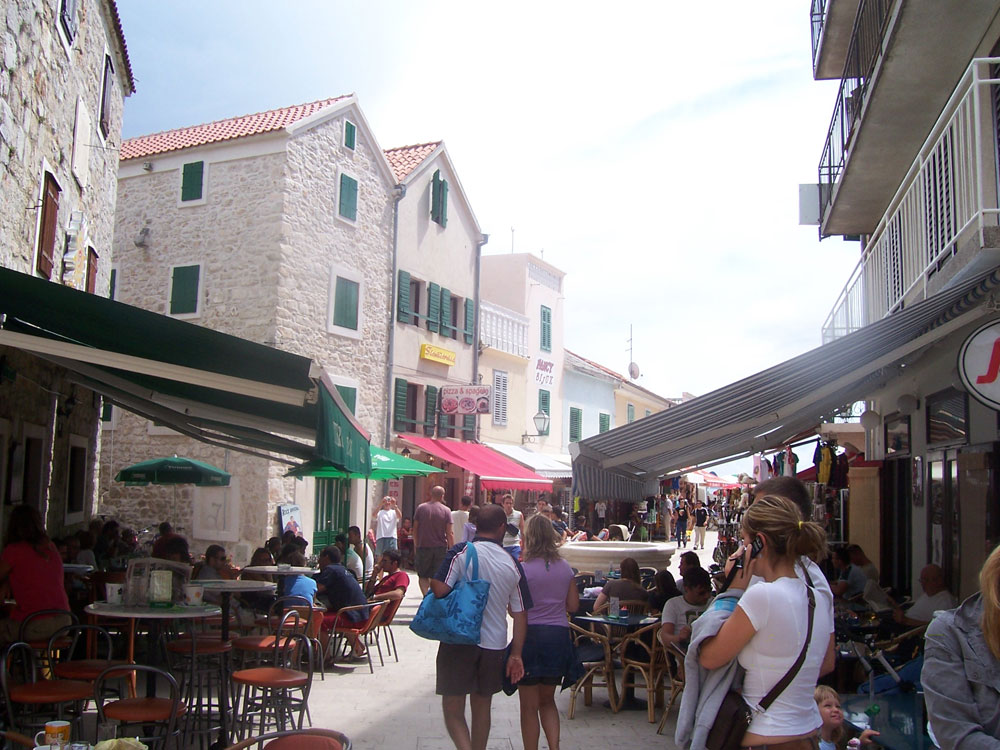